# 캐논 캠코더 목록

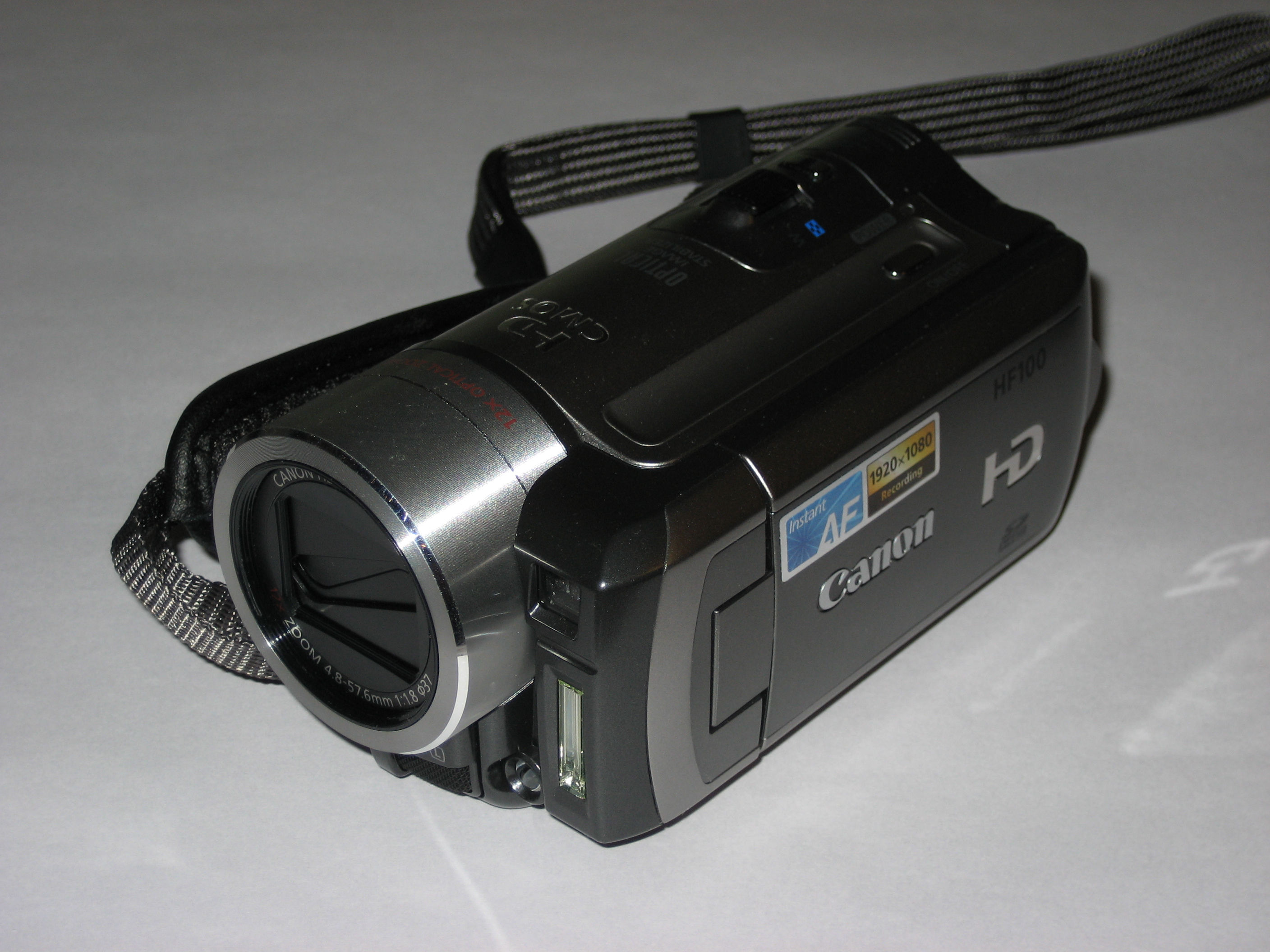

아래는 캐논 캠코더의 목록이다.

## 영화 캠코더
캐논은 1956년부터 1982년 사이에 다양한 영화 촬영용 카메라를 개발하여 출시했습니다.

### 정규 8mm 카메라
- Cine 8-S (1956년), 일반에게 팔리지 않았음[1]
- Cine 8-T (1956년)
- 리플렉스 줌 8 (1959년)
- 리플렉스 줌 8-2 (1961년)
- 리플렉스 줌 8-3 (1962년)
- 모터 줌 8 EEE (1962년)
- Cine Canonet 8 (1963년)
- Cine Zoom 512 (1964년)

### 싱글 8mm 카메라
- 싱글 8 518 (1965년)
- 싱글 8 518 SV (1970년)

### 슈퍼 8 카메라
- 1014 XL-S Canosound
- 814 XL-S Canosound
- Autozoom 1218 Super 8 (1968년)
- Zoom 250 Super 8 (1969년)
- Autozoom 1014 Electronic (1973년)
- 310 XL (1975년)
- 312 XL-S (1977년)
- AF 310 XL (1982년)
- AF 310 XL-S (1982년)
- Zoom 318 Super 8 (1965년)
- Autozoom 318M (1972년)
- Zoom 318 Super 8 MB
- Autozoom 512 XL Electronic (1975년)
- Autozoom 514 XL Electronic
- 514 XL-S (1976년)
- AF 514 XL-S (1980년)
- Autozoom 518 SV (1971년)
- Autozoom 518 Super 8 (1967년)
- Zoom 518 Super 8 (1964년)
- Autozoom 814 Super 8 (1967년)
- Autozoom 814 Electronic (1972년)
- 814 XL Electronic (1977년)
- Zoom DS8 (1970년)

### 16mm 카메라
- 스쿠픽 16 (1965년)
- 스쿠픽 16M (1973년)
- 스쿠픽 16MN (1974년)
- 스쿠픽 16MS (1977년)
- 사운드 스쿠픽 100 (1970년)
- 사운드 스쿠픽 200 (1970년)
- 사운드 스쿠픽 200S (1972년)
- 사운드 스쿠픽 200SE (1972년)
- 사운드 스쿠픽 200 S10 (1972년)
- Systema Sound 16 (1979년)

## 디지털 캠코더
- 캐논 DV 012
- 캐논 XL-2
- 캐논 XL-1/XL-1s
- 캐논 XL H1
- 캐논 XH-A1
- 캐논 XM2
- 2.7 캐논 MVX250i
- 캐논 MVX100i
- 캐논 HV40
- 캐논 HV30
- 캐논 HV20
- 캐논 HV10
- 캐논 HG10
- 캐논 HF100
- 캐논 XF100 / XF105

## 스틸 투 머지
- 캐논 GL2
- 캐논 Elura 70
- 캐논 Elura 100

### 컨슈머 캠코더
- 캐논 DV 012 (Optura 100 MC)
- 캐논 MVX250i (캐논 Elura 70)

### HR 시리즈
- 캐논 HR10

### HG 시리즈
- 캐논 HG10
- 캐논 HG20
- 캐논 HG21

### HF 시리즈
- 캐논 HF10
- 캐논 HF11
- 캐논 HF100

### FS 시리즈
- 캐논 FS10
- 캐논 FS11
- 캐논 FS100

### DC 시리즈
- 캐논 DC310
- 캐논 DC320
- 캐논 DC330

### ZR 시리즈
- 캐논 ZR
- 캐논 ZR800
- 캐논 ZR830
- 캐논 ZR850
- 캐논 ZR900
- 캐논 ZR930
- 캐논 ZR950
- 캐논 ZR960 --  캐논의 마지막 컨슈머급 미니DV 카메라. 2009년에 선보여 2011년 1월에도 생산 중

### 프로슈머/프로페셔널 캠코더
- 캐논 XM1 (캐논 GL1)
- 캐논 XM2 (캐논 GL2)
- 캐논 XL-1
- 캐논 XL-1s
- 캐논 XL-2
- 캐논 XH-A1
- 캐논 XH-G1| 캐논 XH G1
- 캐논 XL H1
- 캐논 XF305
- 캐논 XF300